# Рубашевское сельское поселение
Рубашевское сельское поселение — муниципальное образование Аннинского района Воронежской области России.
Административный центр — село Рубашевка.

## Население
| 2000  | 2005  | 2010  | 2012  | 2013  | 2014  | 2015  | 2016  | 2017  |
| ----- | ----- | ----- | ----- | ----- | ----- | ----- | ----- | ----- |
| 1817  | ↘1683 | ↘1366 | ↘1348 | ↘1301 | ↘1260 | ↘1198 | ↘1159 | ↘1117 |
| 2018  | 2019  | 2020  | 2021  |       |       |       |       |       |
| ↘1080 | ↘1069 | ↘1049 | ↘975  |       |       |       |       |       |

## Административное деление
Состав поселения:
- посёлок Рубашевка,
- село Большие Ясырки,
- посёлок Комсомольского отделения совхоза «Красное Знамя»,
- посёлок Прогресс,
- посёлок Отделения «2-я Пятилетка» совхоза «Красное Знамя».